# Khasab
Khasab is een stad in Oman en is de hoofdplaats van het gouvernement Musandam.
Khasab telde in 2003 bij de volkstelling 17.730 inwoners.
Er is een snelle verbinding met de Verenigde Arabische Emiraten en is daardoor een populaire weekendbestemming. Ook is er een nieuwe weg naar Tawi, waar prehistorische tekeningen in de rotsen zijn. 
Khasab heeft ook een modern winkelgebied met geïmporteerde artikelen uit Iran zoals lokaal aardewerk. Er zijn enkele hotels zoals onder andere het Khasabhotel en Atana hotel (vroeger Golden Tuliphotel).
Het vliegveld is de Luchthaven Khasab. Hier bevindt zich ook een basis van de Koninklijke Omaanse luchtmacht.

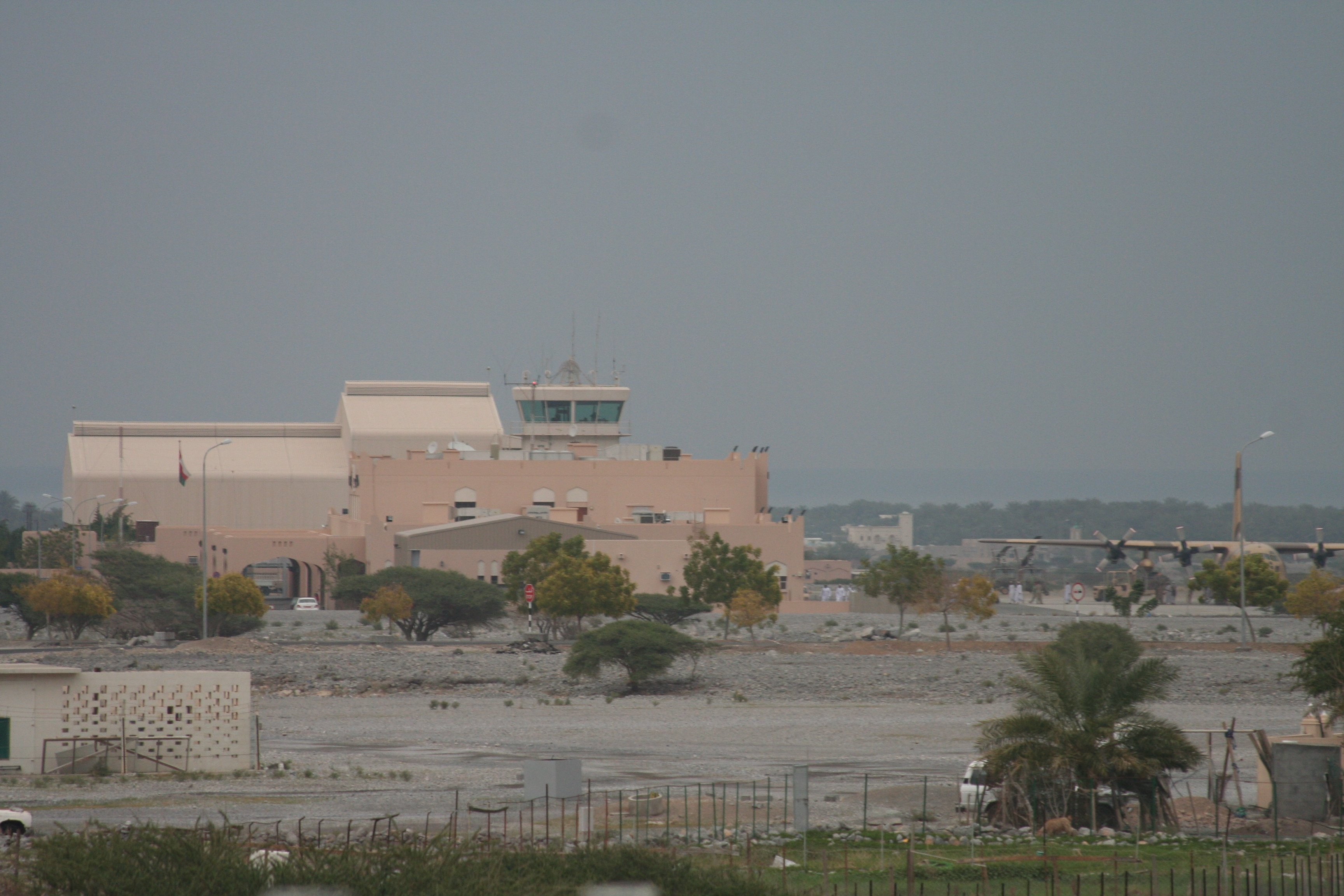
Khasab Airport